# Foadan FC
Foadan Football Club w skrócie Foadan FC – togijski klub piłkarski grający niegdyś w togijskiej pierwszej lidze, mający siedzibę w mieście Dapaong.

## Sukcesy
- Puchar Togo[1]:
  - zwycięstwo (1): 1985.
  - finał (1): 2004.

## Występy w afrykańskich pucharach
| Sezon | Rozgrywki                 | Runda       | Kraj                     | Klub           | Dom | Wyjazd | Dwumecz |
| ----- | ------------------------- | ----------- | ------------------------ | -------------- | --- | ------ | ------- |
| 1986  | Puchar Zdobywców Pucharów | 1           | Wybrzeże Kości Słoniowej | SC Gagnoa      | 3–0 | 1–2    | 4–2     |
| 1986  | Puchar Zdobywców Pucharów | 2           | Liberia                  | Mighty Barolle | 2–0 | 2–3    | 4–3     |
| 1986  | Puchar Zdobywców Pucharów | ćwierćfinał | Gabon                    | AS Sogara      | 1–3 | 1–2    | 2–5     |

## Stadion
Domowe mecze klub rozgrywa na stadionie o nazwie Stade Municipal de Dapaong w Dapaong. Stadion może pomieścić 1000 widzów.